# Peter Adler (Schriftsteller)
Peter Adler (* 4. Mai 1923 in Dresden; † 28. Februar 2012 in Grünenbach) war ein deutscher Schriftsteller sowie Verfasser von Hör- und Fernsehspielen.

## Leben
Peter Adler wurde als Sohn des promovierten Helmut Adlers und dessen Ehefrau Armgart Adler, geborene Esche, geboren. Er wuchs in Berlin auf und wurde 1941 einberufen. Nach Kriegsende studierte er in Mainz und Tübingen Germanistik. Er wurde zum Dr. phil. promoviert.
In den unmittelbaren Nachkriegsjahren durchlebte Adler eine entbehrungsreiche Zeit. War er auch zunächst in Mainz als Student immatrikuliert, so zog es ihn 1947 mit seiner Freundin und späteren Ehefrau Katharina Krieg nach Tübingen. Dort lebte er zunächst übergangsweise in einem Männerhospiz und anschließend in einem Gartenhaus ohne Wasser und Strom am Rande der Stadt, da Wohnungen in den Jahren nach dem Krieg kaum zu finden waren.
Adler arbeitete beim Südfunk zunächst im Hörfunkbereich, wo er neben Helmut Jedele, Hans Gottschalk, Martin Walser und Heinz Huber zu den Pionieren des Programms gehörte. Ein Themenschwerpunkt seiner Arbeit bildete die jüngste deutsche Vergangenheit. 1954 und 1956 war er für die neu gegründete Dokumentarfilmabteilung des Süddeutschen Rundfunks tätig. Unter seiner Mitarbeit entstanden die Fernsehdokumentationen Das Brot des Malers Luschek (1954), Tipanes Klagen (1955), In Tyrannos (1955) und Die Vergessenen (1956). Er gehörte zu den Autoren der Dokumentarfilmreihe Zeichen der Zeit des SDR. Die Vergessenen war ursprünglich ein von Adler 1955 geschriebenes Hörfunkfeature, das sich mit dem Schicksal deutsch-jüdischer Emigranten in Paris beschäftigte, die nach Ende des Zweiten Weltkrieges keine Entschädigung bekamen und in schlechten Verhältnissen lebten. Das Feature wurde 1956 von Peter Dreessen (Regie) für den SDR verfilmt. Nachdem Adler den SDR 1955 verlassen hatte, um als freier Autor zu arbeiten, verfasste er weiterhin Feature und Fernsehspiele. Er arbeitete neben dem SDR später für den WDR, das ZDF und die Bavaria-Atelier GmbH (heute: Bavaria Film).
Zusammen mit Hermann Levin Goldschmidt war Adler 1957 erster Träger des Leo-Baeck-Preises, den er für seinen Dokumentarfilm Die Vergessenen erhielt. Peter Adler war seit 1947 mit Katharina Adler verheiratet, mit der er als Student zunächst im Ammertal bei Tübingen lebte. Später lebten sie bis ins hohe Alter zusammen in Grünenbach im Allgäu. Ihre Tochter, Armgart, hatte den Vornamen von Peter Adlers Mutter erhalten.

## Werke

### Schriften
- Die Vergessenen. Ner-Tamid, München 1959.
- Die Leute von Beersheba. Ner-Tamin, München 1961.

### Hörspiele
- Die Totenmauer (über die Opfer des Warschauer Ghettos)
- Das Land der Verheißung (thematisiert den Aufbau Israels)
- Der Fall Massena oder: Vom Umgang mit Gastarbeitern

### Fernsehdokumentationen und Fernsehspiele
- Das Brot des Malers Luschek (SDR 1954, Regie: Franz Peter Wirth)
- Tipanes Klagen (SDR 1955)
- In Tyrannos (1955) (zusammen mit Heinz Huber)
- Die Vergessenen (1956) (zusammen mit Peter Dreessen)
- Der Frieden in unserer Stadt (SDR 1960, Regie: Rainer Wolffhardt)
- Das Attentat. Der Tod des Engelbert Dollfuß (SDR 1967, Regie: Franz Peter Wirth)
- Heydrich in Prag (1967, Regie: Rolf Hädrich)
- Al Capone im deutschen Wald (1969, Regie: Franz Peter Wirth)
- Das Haus von Lunjjowo (SDR 1970, Regie: Franz Peter Wirth)
- Die rote Kapelle (mehrteilige TV-Serie, ZDF 1972, Regie: Franz Peter Wirth)
- Georginas Gründe (1975, Regie: Volker Schlöndorff)
- Das Fräulein als Bäuerin (1976, Regie: Klaus Emmerich) (als Teil von Die Erzählungen Bjelkins)
- Der Friede von Locarno (1978, Regie: Eberhard Itzenplitz)

Quelle:

## Auszeichnungen
- 1957: Leo-Baeck-Preis
- 1962: Feature-Preis Radio Bremen
- 1968: DAG-Fernsehpreis in Silber
- 1969: DAG-Fernsehpreis in Gold